# Bouabdellah Tahri

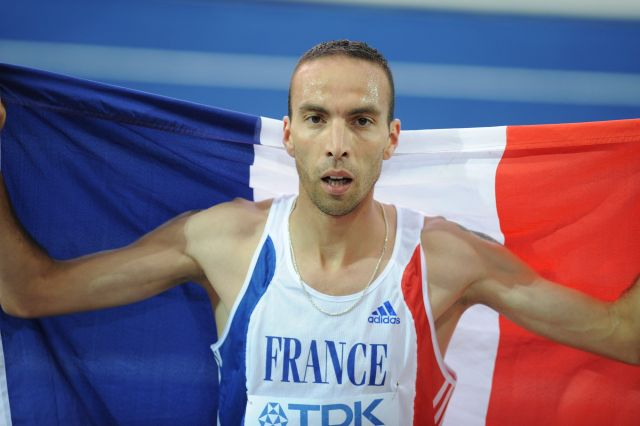
Bouabdellah Tahri nach dem Gewinn der Bronzemedaille bei den Weltmeisterschaften 2009

Bouabdellah Tahri (* 20. Dezember 1978 in Metz) ist ein französischer Leichtathlet. Er startet hauptsächlich über die 3000 Meter Hindernis, selten auch im 3000-Meter- und 5000-Meter-Lauf. 
Der europäische Juniorenmeister von 1997 über 5000 m belegte im 3000-m-Hindernisrennen bei den Weltmeisterschaften 1999 in Sevilla den zehnten Platz und schied bei den Olympischen Spielen 2000 in Sydney im Vorlauf aus.
Bei den Weltmeisterschaften 2001 in Edmonton wurde er Fünfter und bei den Europameisterschaften 2002 in München sowie den Weltmeisterschaften 2003 in Paris/Saint-Denis Vierter.
Es folgten ein siebter Platz bei den Olympischen Spielen 2004 in Athen und ein achter bei den Weltmeisterschaften 2005 in Helsinki, bevor er 2006 bei den Europameisterschaften in Göteborg als Dritter endlich einmal auf dem Treppchen einer großen internationalen Meisterschaft stand. 2007 wurde er Vizeeuropameister in der Halle über 3000 m. Bei den Olympischen Spielen 2008 in Peking belegte er den fünften Platz.
Am 3. Juli 2009 stellte er im französischen Metz in 8:02,19 Minuten einen neuen Europarekord im 3000-Meter-Hindernislauf auf. Diesen konnte er zum Saisonhöhepunkt bei den Weltmeisterschaften in Berlin noch auf 8:01,18 Minuten verbessern und damit die Bronzemedaille gewinnen.
Der Athlet mit dem Spitznamen „Bob“ hat bei einer Größe von 1,90 m ein Wettkampfgewicht von 65 kg.